# Something Wicked This Way Comes (album The Herbaliser)
Something Wicked This Way Comes – czwarty album studyjny brytyjskiego zespołu The Herbaliser, wydany 18 marca 2002 roku w Wielkiej Brytanii nakładem wytwórni Ninja Tune jako digital download (12 plików MP3 lub FLAC) oraz jako CD i płyta winylowa (2LP).

## Album

### Historia i muzyka
Something Wicked This Way Comes jest czwartym po Very Mercenary albumem studyjnym The Herbaliser i, do pewnego stopnia, jego kontynuacją. Zespół rozwinął na nim niektóre dźwiękowe tematy z tych samych szpiegowskich wątków wprowadzonych na Very Mercenary. Podobnie jak w jego przypadku, tak i tu Ollie Teeba i Jake Wherry do realizacji nagrań zaprosili w charakterze gości innych muzyków. W otwierającym album utworze „Something Wicked” zaśpiewała wokalistka Seaming To nadając mu złowrogi efekt, adekwatny do tytułu (Something Wicked – coś złego). Do tytułu nawiązuje również ilustracja na okładce, przedstawiającą scenę cmentarną. Utwór „Verbal Animé” z udziałem Rakaa Iriscience z Dilated Peoples ukazuje silny związek z amerykańskim hip-hopowym undergroundem. Do brytyjskiego hip-hopu nawiązuje z kolei utwór „Time 2 Build” z udziałem Blade’a. W utworze „Good Girl Gone Bad” wystąpiła raperka Wildflower, zaś w „Distinguished Jamaican English” pojawił się zespół Phi Life Cypher.

### Lista utworów
| 1.  | Something Wicked wokal, featuring Seaming To                    | 5:11  |
|     |                                                                 |       |
| 2.  | Verbal Animé wokal, featuring Rakaa Iriscience                  | 4:07  |
|     |                                                                 |       |
| 3.  | Time 2 Build wokal, featuring Blade                             | 3:24  |
|     |                                                                 |       |
| 4.  | 24 Carat Blag                                                   | 4:08  |
|     |                                                                 |       |
| 5.  | Mr. Holmes                                                      | 7:18  |
|     |                                                                 |       |
| 6.  | Good Girl Gone Bad wokal, featuring Wildflower                  | 4:07  |
|     |                                                                 |       |
| 7.  | The Hard Stuff                                                  | 2:01  |
|     |                                                                 |       |
| 8.  | Distinguished Jamaican English wokal, featuring Phi Life Cypher | 3:32  |
|     |                                                                 |       |
| 9.  | Worldwide Connected                                             | 5:06  |
|     |                                                                 |       |
| 10. | The Turnaround                                                  | 3:16  |
|     |                                                                 |       |
| 11. | Battle Of Bongo Hill                                            | 4:51  |
|     |                                                                 |       |
| 12. | It Ain't Nuttin' featuring MF Doom                              | 2:46  |
|     |                                                                 |       |
| 13. | Unsungsong                                                      | 4:54  |
|     |                                                                 |       |
|     |                                                                 | 54:41 |
|     |                                                                 |       |

| A1. | Something Wicked               |  |
|     |                                |  |
| A2. | Verbal Animé                   |  |
|     |                                |  |
| A3. | Time 2 Build                   |  |
|     |                                |  |
| B1. | Good Girl Gone Bad             |  |
|     |                                |  |
| B2. | The Turnaround                 |  |
|     |                                |  |
| B3. | Worldwide Connected            |  |
|     |                                |  |
| B4. | The Hard Stuff                 |  |
|     |                                |  |
| C1. | Mr. Holmes                     |  |
|     |                                |  |
| C2. | It Ain't Nuttin'               |  |
|     |                                |  |
| C3. | 24 Carat Blag                  |  |
|     |                                |  |
| D1. | Distinguished Jamaican English |  |
|     |                                |  |
| D2. | Battle Of Bongo Hill           |  |
|     |                                |  |
| D3. | Unsungsong                     |  |
|     |                                |  |

### Personel
Lista według Discogs
- Jake Wherry – gitara (utwory: 1, 2, 3, 5, 6, 9, 10,11), gitara akustyczna i elektryczna (utwór 8), pianino Wurlitzera (utwór 7), klawinet (utwory: 5, 7, 10), gitara basowa (utwory: 1, 2, 3, 5 do 13), keyboardy (utwory: 5, 9), syntezator (utwór 4), organy (utwór 1), perkusja (utwór 9), programowanie perkusji (utwory: 4, 7, 12)
- Ollie Teeba – keyboardy (utwór 9), programowanie perkusji, scratching (utwory: 1 do 12)
- Ralph Lamb – kornet (utwór 6), trąbka (utwory: 1, 4, 5, 9, 10, 13), skrzydłówka (utwory: 1, 5, 9), organy (utwór 4), puzon wentylowy (utwory: 4, 6)
- Vicky Matthews – wiolonczela (utwory: 1, 4, 13)
- Micky Moody – perkusja (utwór 1)
- 'No Sleep' Nigel – bas (utwór 4), gitara (utwór 9)
- Ollie Parfitt – klawinet (utwór 5), organy (utwory: 1, 10, 11, 13), pianino elektryczne (utwory: 11, 13), pianino Wurlitzera (utwory: 1, 4, 5), fortepian (utwór 13)
- Andrew Ross – saksofon altowy (utwór 6), flet (utwory: 4, 5), flet altowy (utwór 9), flet piccolo (utwory: 4, 9)

### Pozostałe informacje
- programowanie, nagrywanie, produkcja – Jake Wherry, Ollie Teeba
- design, szata graficzna – Ollie Teeba, Openmind
- miksowanie – 'No Sleep' Nigel, The Herbaliser
- aranżacje na smyczki – Chris Bowden (utwory: 1, 4), Echo (utwory: 1, 4, 13)
- aranżacje wokalne – Seaming To (utwór 1)
- aranżacje na rogi – The Easy Access Orchestra (utwory: 1, 4, 5, 6, 9, 13)

## Odbiór

### Opinie krytyków
| Oceny łączne      | Oceny łączne |
| Publikacja        | Ocena        |
| ----------------- | ------------ |
| Album of the Year | 77/100       |
| Metacritic        | 81/100       |
| Recenzje          |              |
| Publikacja        | Ocena        |
| AllMusic          | :            |
| NME               | [ 10 ]       |
| Pitchfork         | 7.0/10       |

Album otrzymał średnią ocenę 77 na 100 na podstawie 3 recenzji krytycznych w zestawieniu Album of the Year oraz 81 na 100 na podstawie 10 recenzji krytycznych w podsumowaniu Metacritic.
Nic Kincaud z AllMusic jest zdania, że czwarty album studyjny zespołu jest „osiągnięciem muzycznym w odpowiednim momencie, gatunkową deklaracją twórczego oddziaływania. Something Wicked This Way Comes to ciche arcydzieło, gromadzące ogromną elitę hip-hopu (…) i kolejne pionierskie pióro w zadziwiającym kapeluszu Ninja Tune”.
„Something Wicked This Way Comes jest dziełem ludzi, którzy naprawdę kochają i szanują miejską muzykę amerykańską” – uważa Rich Juzwiak z magazynu CMJ New Music Monthly wyjaśniając: „Chociaż The Herbaliser są Brytyjczykami, rozumieją, że chodzi o reprezentowanie i oddawanie jej”. Według Triage z CMJ New Music Report album brzmi jak ścieżka dźwiękowa do Alicji w krainie czarów przedstawiając Alicję w dużej ilości narkotyków.
Brad Haywood z Pitchforka ocenia podejście zespołu do produkcji jako „dopracowane, precyzyjne, które zapewnia dokładnie to, co obiecuje - niemal bezbłędność”. Zarazem jednak ubieranie utworów w powszechne i przewidywalne szablony oraz wykorzystywanie znanych, oklepanych chwytów i brzmień jest – według niego „najczęściej dość nudnym pomysłem”. Podsumowując stwierdza, iż ostatecznie „Something This Way Comes nie wyróżnia się niczym szczególnym”.
Redakcja magazynu PopMatters stwierdza, iż The Herbaliser jest „pod silnym wpływem amerykańskiego jazzu i funku – i te wpływy nadają utworom na ich czwartym wydawnictwie, Something Wicked This Way Comes, świeżości, której hip-hop desperacko potrzebuje”.
Według Tony’ego Naylora z New Musical Express „z udziałem między innymi raperów Blade’a i Phi-Life Cyphera oraz nieziemskiej divy Homelife, Seaming To, Something... kipi energią”.

### Listy tygodniowe
| Kraj            | Lista                   | Pozycja |
| --------------- | ----------------------- | ------- |
| Francja         | SNEP                    | 113     |
| Szkocja         | Official Charts Company | 67      |
| Wielka Brytania | UK Albums Chart         | 71      |
| Wielka Brytania | UK Independent Albums   | 8       |